# Burlesques
(Six) Burlesques is een verzameling werkjes van Christian Sinding. De als opus 48 te boek staande bundel vormt binnen het toch vrijwel vergeten oeuvre van de Noorse componist een ambigue plaats in. Er zijn geen opnamen van bekend, maar het is wel een aantal keren herdrukt (eerst 1900 vervolgens 1921 en laatst in 1989). Het werk kreeg soms ook een andere titel in Six morceaux de piano al dan niet in combinatie met Burlesques.
Renée Marteau was de dochter van architect en amateurviolist Charles Marteau en zuster van de toen beroemde violist Henri Marteau, pleitbezorger van de muziek van Sinding.
De zes deeltjes zijn:
1. Burlesque
2. Plaisanterie
3. Bagatelle
4. Coquetterie
5. Etude melodique
6. Arlequinade.

Gezien de titels van de werkjes kan worden aangenomen dat de muziek tegen salonmuziek aanleunt, alle titels wijzen op lichtheid.  